# Borna Gojo
Borna Gojo (født 27. februar 1998 i Split, Kroatien) er en professionel tennisspiller fra Kroatien.